# Hyalaethea dohertyi
Hyalaethea dohertyi är en fjärilsart som beskrevs av Rothschild 1910. Hyalaethea dohertyi ingår i släktet Hyalaethea och familjen björnspinnare. Inga underarter finns listade i Catalogue of Life.